# JAPHICマーク
JAPHICマークは、一般社団法人JAPHICマーク認証機構が認定・運用する、個人情報の保護体制に対する第三者認証制度の一つ。

## 概要
元々は、個人情報の中でも医療情報の管理に特化した認証団体である「日本個人・医療情報管理協会」が行っていた認証制度が前身。2021年3月に運営母体が「JAPHICマーク認証機構」に改組され、同年7月に個人情報保護委員会から認定個人情報保護団体としての認定を受けたことで、本格的に医療情報だけでなく一般的な個人情報保護に関する認証団体として活動するようになった。
設立時の経緯もあり、実際の認証としては一般企業向けの「JAPHICマーク」の他、医療機関・介護事業者等に特化した「JAPHICマークメディカル」の2種類がある。

## Pマークとの違い
個人情報保護に関する認証制度としては、日本ではプライバシーマーク（Pマーク）が有名だが、Pマークと比較してJAPHICマークは以下の点が異なる。
- 審査費用が割安
- 認証の有効期間がPマークは2年間なのに対し、JAPHICマークは1年間
- PマークはJIS Q 15001をベースとした審査なのに対し、JAPHICマークは経済産業省ガイドラインをベースとした審査

総じてJAPHICマークは「Pマークよりも取得が楽で運用負荷も低い」と言われている。